# Katharina von Gebersweiler
Katharina von Gebersweiler (auch Catharina de Gebilswür, Catharina de Gebilswilr, Gueberschwiler, Guebwiller, Gewerswiler, Gueberschwihrensis; * ca. 1250; † vielleicht 22. Januar 1330/45) war eine Mystikerin des Mittelalters und vielleicht eine Priorin des Dominikanerinnenklosters Unterlinden im elsässischen Colmar. Sie ist Autorin des Unterlindener Schwesternbuchs, in dem das Leben der Ordensfrauen und Biografien einzelner Mitschwestern beschrieben werden.  Das Werk gilt als wichtiger Beitrag zur Geschichte der Dominikanerinnen und zum Verständnis der Mystikerinnen.

## Leben
Katherina trat möglicherweise als Kind (um etwa 1260) in das Kloster Unterlinden ein. Über ihr Leben ist nichts weiter bekannt und es ist unklar, ob sie identisch mit einer gleichnamigen Priorin ist, die 1330 oder 1345 verstarb. Die einzigen Informationen über ihr Leben entstammen ihrem Werk, demgemäß sie in jungen Jahren ins Kloster eingetreten sei und das Schwesternbuch im hohen Alter, fast blind, geschrieben habe.
Die Qualität der von ihr verfassten lateinischen Prosa soll einerseits für ihre gute Ausbildung sprechen, andererseits wird angenommen, dass das Schwesternbuch der älteste Text dieser Art sein könnte. Bei den biografischen Sammlungen gelten Schriften Gerhards von Frachet(o) und Dietrich von Apolda als Vorbilder.

## Werke
- Über das Leben der ersten Schwestern von Unterlinden in Colmar. (Latein, Digitalisat via digitale-sammlungen.de – Originaltitel: Liber de vitis primarum sororum de Subtilia in Columbaria. ca. 1310–1320).

### Übersetzungen
- Elisabeth Kempf: Übersetzung der 'Vitae sororum' der Katharina von Gebersweiler. (Wolfenbüttel, Herzog August Bibl., Cod. 164.1 Extravagantes).[7]
- Ludwig Clarus (Übersetzer): Lebensbeschreibungen der ersten Schwestern des Klosters der Dominikanerinnen zu Unterlinden. In: Reliquien aus dem Mittelalter. Band IV., Nr. 3. Georg Joseph Manz, Regensburg 1863 (Digitalisat via mdz-nbn-resolving.de).